# Cencenighe Agordino
Cencenighe Agordino é uma comuna italiana da região do Vêneto, província de Belluno, com cerca de 1 484 habitantes. Estende-se por uma área de 18 km², tendo uma densidade populacional de 82 hab/km². Faz fronteira com Canale d'Agordo, San Tomaso Agordino, Taibon Agordino, Vallada Agordina.

## Demografia
| Variação demográfica do município entre 1861 e 2011                               |
|                                                                                   |
| Fonte: Istituto Nazionale di Statistica (ISTAT) - Elaboração gráfica da Wikipedia |